# 荷登山
荷登山（英語：Holden Hill）是南澳州阿德萊德港恩埠市及茶樹涌市的一個地域行政分區，位於南澳州首府阿德萊德東北面的近郊住宅區，距離阿德萊德市中心約10公里遠。

## 市政局
荷登山是南澳州阿德萊德茶樹涌市及阿德萊德港恩埠市的一個地域行政分區；在南澳州眾議局中，荷登山被劃入科羅利及多倫士選區；在澳洲聯邦議會中，則被劃入史都華選區。
荷登山舊稱為「荷頓士山」(英語：Halden's Hill), 這舊名沿自於1855年的道路擴建工程中，因這道路穿過Mr R. Halden的土地而命名。後來Mr R. Halden因成為了荷登汽車的愛好者而在1935年改稱為「荷登山」（英語：Holden Hill），沿用至今。

## 商場配套
荷登山與西田茶樹廣場購物中心及機利士原購物中心相鄰，為附近居民的生活配套。

## 教育
Kildare College 是位於荷登山的一所全日制女子私立學校，提供中小學的教育服務。

## 休憩設施

### 單車徑
多倫士線狀公園單車徑在荷登山附近，由阿德萊德市中心沿着多倫士河流域延伸，途徑荷登山。

### 電影院
Hoyts Cinema 位於西田茶樹廣場購物中心，是荷登山最近的影院。

### 高爾夫球場
谷景高爾夫球場與荷登山相鄰，假日讓居民消閒，亦開設不同程度的高爾夫球課。

## 商業活動
舊式單車架製造商Ciombola在荷登山設廠。